# Plagiochila microdonta
Plagiochila microdonta là một loài rêu trong họ Plagiochilaceae. Loài này được Mitt. mô tả khoa học đầu tiên.